# Wefensleben
Wefensleben – gmina w Niemczech, w kraju związkowym Saksonia-Anhalt, w powiecie Börde, należąca do gminy związkowej Obere Aller.